# Lilla Orremosstjärnet
Lilla Orremosstjärnet är en sjö i Eda kommun i Värmland och ingår i Göta älvs huvudavrinningsområde. Sjöns area är 0,006 kvadratkilometer och den är belägen 276 meter över havet.